# Staw przed Mauzoleum Lincolna

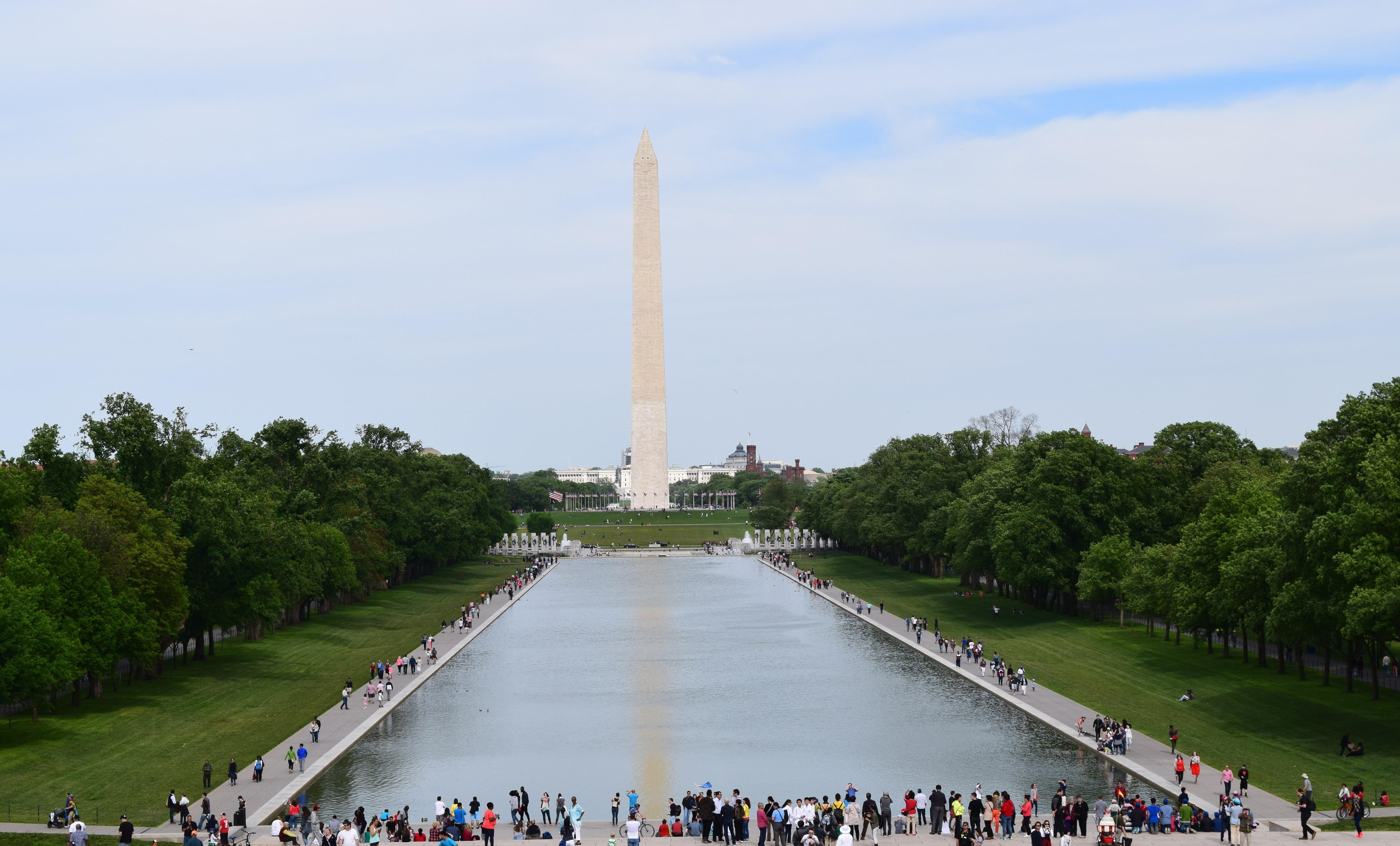
Lincoln Memorial Reflecting Pool po renowacji

Staw przed Mauzoleum Lincolna (ang. Lincoln Memorial Reflecting Pool) – największa z waszyngtońskich sadzawek lustrzanych (ang. reflecting pools), znajdująca się w National Mall.
Powstała według projektu Henry'ego Bacona w latach 1922–1923, tuż po wzniesieniu Mauzoleum Abrahama Lincolna.

## Lokalizacja i rozmiary
Staw ten znajduje się na wschód od Mauzoleum Abrahama Lincolna, na osi z pomnikiem Waszyngtona i budynkiem Kapitolu. Od wschodu zamyka go pomnik II wojny światowej. Według oficjalnych danych, gości każdego roku miliony turystów, którzy odwiedzają przy okazji National Mall. Ze wszystkich stron okalają go alejki spacerowe. W lustrze wody sadzawki odbijają się zarówno pomnik Lincolna, jak i pomnik Waszyngtona.
Stanowi część Ogrodów Konstytucyjnych (ang. Constitution Gardens). Jej długość wynosi ok. 618 m, szerokość 51 m, głębokość 46 cm na bokach i 76 cm w środku basenu. Wypełniona sadzawka mieści 25 551 m³ wody.
Po renowacji nastąpiła zmiana systemu napełniania sadzawki wodą. Zamiast z wodociągów miejskich jest czerpana z Potomaku.

## Historia
Brzegi sadzawki i schody prowadzące do Mauzoleum Lincolna były miejscem ważnych wydarzeń w historii stolicy Stanów Zjednoczonych.
W 1939 władze zabroniły występu czarnoskórej amerykańskiej piosenkarce Marian Anderson w znanej sali koncertowej w Waszyngtonie – Constitution Hall. Artystka wystąpiła na schodach pomnika Lincolna. Jej występ zgromadził 75 000 osób.
W 1963 na tych samych schodach pastor Martin Luther King wygłosił swą mowę I Have a Dream podczas Marszu na Waszyngton.
W 2009 przed Mauzoleum Lincolna miała miejsce uroczystość związana z rozpoczęciem urzędowania prezydenta Baracka Obamy. Wokół sadzawki zgromadzić się miało wówczas ok. 400 tys. obywateli.